# Liste der Baudenkmale in Semlow
In der Liste der Baudenkmale in Semlow sind alle Baudenkmale der Gemeinde Semlow im Landkreis Vorpommern-Rügen und ihrer Ortsteile aufgelistet. Grundlage ist die Veröffentlichung der Denkmalliste des Landkreises Vorpommern-Rügen, Auszug aus der Kreisdenkmalliste vom Juli 2012.

## Semlow
| ID    | Lage                           | Bezeichnung                                                                                    | Beschreibung | Bild                                                 |
| ----- | ------------------------------ | ---------------------------------------------------------------------------------------------- | --- | ---------------------------------------------------- |
| 1034  | An der Kirche 1 (Karte)        | Kirche mit Friedhof, Friedhofstor, Feldsteinmauer, 7 Grabstelen 18./19. Jh. und 3 Eisenkreuzen | Romanische Feldsteinkirche mit Turm von um 1220; eingezogener Chor mit kuppeligem Kreuzgratgewölbe; Turmobergeschoss mit geschweifter, welscher Glockenhaube mit Spitze und Laterne von 1790; Innen: Flachgedecktes Kirchenschiff, Triumphbogen zum Chor, Sanierung ab 1857, Ausmalung 1860 von Carl Julius Milde, Kruzifix 15. Jh., Holztaufe 1575, Patronatsempore 1595, Kanzel 1590, Altaraufsatz 1723, Orgel 1913. | Weitere Bilder                                       |
| 1030  | An der Kirche 2 (Karte)        | Pfarrhaus                                                                                      | |                                                      |
| 1031  | Hauptstraße (Karte)            | Kapelle, Friedhof mit Backsteinmauer und Torpfeilern                                           | Neugotischer Backsteinbau von 1881 mit glasierten Formsteindekor und filigranen Dachreiter nach Plänen von Wilhelm Walter; 1999 aufwändig saniert. | Kapelle, Friedhof mit Backsteinmauer und Torpfeilern |
| 1032A | Hauptstraße 1 (Karte)          | Wohnhaus                                                                                       | |                                                      |
| 1032B | Hauptstraße 3 (Karte)          | Wohnhaus                                                                                       | |                                                      |
| 1033  | Hauptstraße 16 (Karte)         | Landwarenhaus                                                                                  | |                                                      |
| 1035  | Hauptstraße / auf dem Friedhof | Kriegerdenkmal 1914/18                                                                         | |                                                      |
| 1036A | Parkstraße 2 (Karte)           | Gutsanlage (Wohnhaus)                                                                          | Klassizistisches 2-gesch., 15/17-achs. Putzbau von um 1825 mit Mezzanin und gartenseitigem Sockelgeschoss sowie beidseitigen 3/5-achsigen Mittelrisalite, gebaut für die Familie Carl von Behr-Negendank nach Plänen von Buttel; Anbauten und Orangerie von 1850; 1945 teilw. zerstört und vereinfacht saniert und als Schule, Kindergarten, Speisesaal und Bibliothek genutzt; 2013 verkauft.                         | Gutsanlage (Wohnhaus)                                |
| 1036B | Parkstraße 3 (Karte)           | Gutsanlage (Wohnhaus)                                                                          | |                                                      |
| 1036E | Parkstraße 4 (Karte)           | Gutsanlage (Wohnhaus)                                                                          | |                                                      |
| 1036C | Parkstraße 5 (Karte)           | Gutsanlage (Wohnhaus)                                                                          | |                                                      |
| 1036F | Parkstraße 6 (Karte)           | Gutsanlage (Wohnhaus)                                                                          | |                                                      |
| 1036D | Parkstraße 7 (Karte)           | Gutsanlage (Wohnhaus)                                                                          | | Gutsanlage (Wohnhaus)                                |

## Palmzin
| ID   | Lage                    | Bezeichnung | Beschreibung | Bild |
| ---- | ----------------------- | ----------- | ------------ | ---- |
| 674A | Zum Flohberg 12 (Karte) | Wohnhaus    |              |      |
| 674B | Zum Flohberg 13 (Karte) | Wohnhaus    |              |      |

## Plennin
| ID  | Lage                 | Bezeichnung | Beschreibung | Bild     |
| --- | -------------------- | ----------- | ------------ | -------- |
| 690 | Am Schloß 4a (Karte) | Gutshaus    |              | Gutshaus |

## Quelle
- Denkmalliste des Landkreises Vorpommern-Rügen